# Eldar Qasımov
Eldar Qasımov, alternativ auch Eldar Gasimov (* 4. Juni 1989 in Baku), ist ein aserbaidschanischer Sänger.

## Leben und Karriere
Gasımov wurde am 4. Juni 1989 in Baku in einer aserbaidschanischen Familie geboren. Seine Großmutter hatte jedoch tatarische Wurzeln.
Gasımov begann 2001 ein Klavierstudium in seiner Heimatstadt Baku. 2004 und 2008 erhielt er Stipendien, darunter 2008 ein Hochschulsommerkursstipendium des DAAD, die ihn nach Deutschland führten. Dort studierte er Gesang und Schauspiel. Außerdem schloss er ein Studium im Fach Internationale Beziehungen an der Bakı Slavyan Universiteti in seiner Heimatstadt ab. Eldar Gasımov spricht neben seiner Muttersprache Aserbaidschanisch auch fließend Deutsch, Englisch, Türkisch und Russisch.
2011 gewann er beim aserbaidschanischen Vorentscheid Milli seçim turu zusammen mit Nigar Camal. Beide vertraten im selben Jahr ihr Heimatland unter dem Duettnamen „Ell & Nikki“ beim 56. Eurovision Song Contest in Düsseldorf. Am 10. Mai 2011 präsentierten sie ihre englischsprachige Ballade Running Scared im ersten ESC-Halbfinale, wo ihnen der Sprung ins vier Tage später stattfindende Finale gelang. Dort gewannen sie mit 221 Punkten vor Raphael Gualazzi aus Italien (189 Punkte) und dem Schweden Eric Saade (185).
2011–heute
Nach dem Gewinn des Eurovision Song Contest 2011 reisten Qasımov und Jamal in viele Länder, um dort auf diversen Bühnen und in TV-Shows wie z. B. im ZDF Fernsehgarten, TV Total und im Morgenmagazin ihren Siegerbeitrag zu präsentieren.
Als Ehrung für den Gewinn des ESC´s, verewigte Aserbaidschan Ell & Nikki auf einer Briefmarke. 15.000 Briefmarken im Wert von 1 aserbaidschanischen Manat wurden gedruckt.
2012 gehörte Qasımov zu den fünf Musikern aus Aserbaidschan, die als Jury in der dänischen Nationalauswahl des Eurovision-Teilnehmers 2012 ausgewählt wurden.
Im Januar 2012 veröffentlichte er seinen ersten Post-Eurovision-Song mit dem Titel „Birlikda nahayat“ („Endlich zusammen“).
Zusammen mit Leyla Əliyeva und Nargiz Birk-Petersen moderierte Qasımov den Eurovision Song Contest 2012 in der Baku Crystal Hall in Baku. Der schwedische Beitrag Euphoria, vorgetragen von der Sängerin Loreen, belegte hier den ersten Platz.
Am 17. Juli 2012 veröffentlichte Qasımov die Akustikversion seiner Single „I'm Free“. Das offizielle Video wurde im September 2012 veröffentlicht. Der Titel wurde in einem Studio von AzeriLife Music Entertainment von den ausführenden Platten- und Musikproduzenten Farid (alias Phareed) Mammadov und Ali (alias ALIGEE) Abasbeili produziert.
Zwischen 2021 und 2022 fungierte Qasımov als Coach in der zweiten Staffel von The Voice of Azerbaijan. Sein Kandidat Nadir Rustamli gewann den Wettbewerb und durfte anschließend sein Land Aserbaidschan beim Eurovision Song Contest 2022 vertreten, wo er den 16. Platz belegte.
2023 gehörte Eldar als musikalischer Leiter zur aserbaidschanischen Delegation, welche die Landesvertreter TuralTuranX nach Liverpool begleitete. Auch stand er als Sänger bei ESC-Parties wie u. a. in Tel Aviv, London und Liverpool auf der Bühne.
Auch heute noch treten Ell und Nikki immer wieder zusammen auf. Als Solokünstler ist Qasımov unter seinem Vornamen ELDAR unterwegs und hat im Juni 2023 seine neue Single „Break Free“ veröffentlicht. Das dazugehörige Video wurde u. a. in Liverpool gedreht und enthält Sequenzen vom ESC-Fest.

## Diskografie

### EPs
- 2017: Tell Me About Love

### Singles
| - 2011: Running Scared (mit Nigar Jamal) - 2012: Birlikdə Nəhayət - 2012: I’m Free - 2013: Waiting - 2013: Heartbreaker - 2014: Işıqlı Həyat - 2014: In Your Head - 2014: Ice and Fire (mit Zlata Ognevich) - 2014: Anladım - 2015: Canım - 2015: The One - 2017: Duman - 2018: I Miss You - 2019: Məsafələr - 2019: Rising up - 2019: Bax Uçuram | - 2020: Catch If You Fall - 2020: Я хочу проснуться в Карабахе - 2020: Привет и прощай - 2020: Laçın - 2021: Bizi Tanrı Qorusun (mit Nazpəri Dostəliyeva) - 2021: Never Enough - 2021: Sehrli Dünya (mit Ömər Bəbirli) - 2021: Aman-Aman - 2021: Oyanmaq İstərəm Qarabağda - 2021: 10 İl Sonra (mit Nigar Jamal) - 2022: Qoy Getsin (mit Nigar Jamal) - 2022: Şəhərim (mit Abdul) - 2023: Break Free - 2024: Yad Adam (mit İslam Şirvani) - 2024: Əlvida (mit Emy Lia) |